# A kereszténység és a zsidó vallás
A kereszténység és a zsidó vallás (judaizmus) az ábrahámi vallások csoportjába tartoznak, Ábrahám neve után elnevezve. Mindkét vallás egy Istenben hisz, aki a világot teremtette.
Mindkét vallásban megtalálható az üdvtörténet gondolata a messiás-eszmével, a végítélettel és az ezekkel összefüggő eszkatológiával együtt.
A kereszténység közel 2000 évvel ezelőtt, Jézus tanítói munkásságával és megváltásával a zsidó vallás alapjaiból nőtt ki. A zsidó és antik összetevők aránya a kereszténységen belül az idők során megváltozott. Az új vallás a történelmi Izráel földjén keletkezett, alapítói és első hívei zsidók voltak, és nem ismertek mást, mint a zsidó szellemi életet. Röviddel Krisztus után azonban a fiatal egyház egyre növekvő mértékben missziós tevékenységet folytatott a "pogányok" között, a görög nyelvet kezdte használni, antik eszméket fogadott magába, és felhasználta azokat. Ez a folyamat azután az egész későbbi időszakban folytatódott, úgy hogy az egyházat virágkora idején tanaiban és rítusaiban erősebben határozták meg az antik, mint a zsidó eszmék. A reformáció aztán sok antik elemet, mint „pogány”-t elejtett, a zsidó alkotórészeket pedig ismét jobban kidomborította. Ez különösen az angol puritánoknál jutott érvényre, akik különös előszeretettel viseltettek az Ószövetség iránt; megmutatkozik azonban a német protestantizmus modern áramlataiban is, amelyek azzal, hogy Krisztust nem tekintik sem "Isten fiának", sem közvetítőnek, és az eszkatologikus kilátásokat elutasítják, tiszta teizmushoz jutnak el, amely csak modern formáiban és magasabb etikai tartalmában különbözik a babiloni fogság előtti zsidó vallásétól. 
A babiloni fogság utáni zsidó vallás és a hellenizmus az a két forrás, amelyből a kereszténység merített. Története során még sok másfelől érkező hatás is érte, elsősorban azoknak az országoknak a népi vallásosságából, amelyekben meghonosodott. 

## Összehasonlításuk

### Isten
Mindkét vallás monoteista, de a zsidó vallás alapvetően abban különbözik a kereszténységtől, hogy szigorú monoteizmust tanít, míg a kereszténység Krisztusban az Isten megtestesülését látja. Az az elképzelés, amely szerint az istenség az égből leszállhat, és a Földön ember alakban újjászülethet, a legtöbb ókori népnél ismert volt, de a zsidó hagyományból nem vezethető le. 
A keresztény »egy Isten három személyben« megfogalmazás a 4. század előtt nem lett szilárdan lefektetve, és egyáltalán nem volt szerves része a keresztény életnek és hitvallásnak (lásd még: ókeresztény egyház), azóta viszont több mint másfél ezer éven át a kereszténység nagy részénél érvénye megingathatatlan és akik ezt a hitvallást nem teszik magukévá, azokat az egyházak nem tekintik kereszténynek.
A zsidó hagyományban Isten különböző neveken jelenik meg, de elsősorban JHVH (יְהֹוָה) és Elohim (אֱלֹהִים) név alatt. Számukra Isten szigorúan egy és a kereszténység Szentháromság tana pedig a monoteizmus elcsorbítása (hasonlóan az iszlám tanításához).
A zsidó vallás alapeszméje kezdettől fogva a „Semá”, amely Isten egységét, oszthatatlanságát és szellemiségét (testetlenségét) proklamálja.
A vallásos zsidók Isten felé mély tiszteletet mutatnak és fenséges, szent lénye miatt tilosnak tartják mindenféle ábrázolását vagy a nevének kimondását. 
Az ószövetségi leírások alapján csak a főpap ejthette ki a száján Isten szent nevét (JHVH) és csak az engesztelés napján; majd ahogy kiejtette, az összegyűlt emberek a földre borultak. Napjaink hívő zsidói sem ejtik ki a tetragrammatont (JHVH), helyette az Adonaj (Uram), vagy a ha-Sem (a Név) kifejezést használják. A rabbik szintén eufemizmusokat használnak, ilyen például a Rahmana (az Irgalmas), Ha-Makom (a Hely), vagy Ha-Kados Barukh Hu (a Szent, áldott legyen). Továbbá tilos Isten bármelyik bibliai nevét világi kontextusban használni. Az ortodox zsidók gyakran még népnyelven sem írják le Isten nevét, és az első kezdőbetűvel rövidítik.
A zsidó vallásban a kezdetektől fogva hiányzik Isten ábrázolása, így az ókori jeruzsálemi templom szentélyében sem volt, és a mai zsinagógákban sem látható.
Ugyanakkor az ószövetségi zsidó képzelet antropomorfisztikusan számos emberi vonással ruházta fel Istent. (A 2. századi gnosztikus keresztény hitszónok, Markión arra hívta fel a figyelmet, hogy az Ószövetség Istene más, mint az Újszövetségé.)

### Jézus / Messiás
A két vallás közti lényeges különbség, hogy a zsidóság Jézust - rendkívülisége mellett is - csak embernek, míg a kereszténység a Szentírás ószövetségi irataiban megígért Messiásnak, Isten megtestesülésének látja. A kereszténységben Krisztus személye annyira a tanítás középpontjába került, hogy hamarosan teljesen különvált a zsidó vallástól. Pál apostol is elismerte, hogy a kereszténységben már nem a meglevő vallás folytatását látta, hanem valami újat. Pál levele alapján az ószövetségi zsidó kultusz, a szent sátor és funkciója is előképe volt Jézus Krisztus bűntől való megváltásának és a mennyei szent helynek.
A zsidók alapján a történelemben több személy lépett fel ál-messiásként. Ezek közül Jézus volt a legnagyobb, de egyben a legnagyobb káros tevékenységet létrehozó hamis messiás. Számukra Jézus isteni szintre való emelése istenkáromlás.
A judaizmusban is központi helyet foglal el a Messiás, de míg a keresztények szerint az már eljött, a judaizmus még mindig várja. Ők egy hatalommal felruházott Messiást várnak, aki elhozza a világ békéjét. A zsidóság nézete alapján a Messiás nem egy isteni lény, hanem mint Isten felkent küldöttje, akinek emberi szülők a megszokott módon adnak majd életet. Rabbi Elázár  azt tanította, hogy a Messiás egy olyan korban jön majd el, amely képes lesz arra, hogy elpusztítsa önmagát. Számos zsidó hagyomány ír arról, hogy a zsidók az eljövetelt megelőzően vissza fognak térni Izrael országába és a jeruzsálemi templomot újra fel fogják építeni.
A kereszténység bizonyos ószövetségi szövegeket a názáreti Jézusra, mint a később megjelenő Messiásra vonatkoztat: fiúgyermekként jön el, aki ember és Isten is lesz, Betlehem lesz a születési helye. Szamárháton vonul be a városba, egy közeli barátja árulja el, 30 ezüstpénzért. Kihallgatása alatt leköpik és megverik, majd oldalát átszúrják. A fellépését követő hét (7 nap = 7 év) közepén hal meg, majd feltámad stb.. 
A zsidóság szemében viszont ezek az értelmezések az írás félreértelmezései.
A mai kereszténység a Krisztus-központúság jegyében vitatja a zsidóságtól annak üdvösségre vezető, Isten által kinyilatkoztatott saját útját. 
 lásd: Jézus a Talmudban

### Szentírás
A judaizmusban a Szentírás alatt a Héber Bibliát (Tanakh), vagyis az Ószövetséget értik. 
A teljes Bibliát (az Újszövetséggel együtt) keresztény könyvnek tartják. Egyes zsidó irányzatoknak még szent irat a Talmud.

### Sátán
A zsidó vallásban a szigorú monoteizmus kizárja egy önálló és konkurens gonosz princípium létezését. Az ördögnek itt csak alárendelt szerepe van. Az Ószövetségben alig fordul elő, s akkor is általában Isten akaratának végrehajtója, aki az embereket az Ő nevében, vagy legalábbis jóváhagyásával teszi próbára. Isten azért engedte a gonoszra való kísértést, hogy próbára tegye az embereket az iránta tanúsított hűségükben. A dualista hatásra létrejött későbbi spekulációk ugyan sokszor másképp gondolják, de a hagyomány-hű zsidó szemlélet Ézsaiás próféta szavaival vallja: Én alkottam a világosságot, én teremtettem a sötétséget, én szerzek békességet, én teremtek bajt, én, az ÚR, cselekszem mindezt. Miképp a teremtéstörténetben is azt olvassuk, hogy Isten ültette az édenkertbe a jó és rossz tudásának fáját, hogy próbára tegye az embert.
A keresztény világképben Isten és Sátán birodalma áll egymással szemben. Az Újszövetségben Sátán mint e földi világ fejedelme és mint minden bűn és gonoszság értelmi szerzője jelenik meg. A jelenések könyvében Sátán eredete így jelenik meg: Ezután háború támadt a mennyben: Mihály és angyalai harcra keltek a sárkánnyal, és a sárkány is harcra kelt angyalaival együtt, de nem tudott felülkerekedni; és azért többé nem volt maradása a mennyben. És levettetett a hatalmas sárkány, az ősi kígyó, akit ördögnek és Sátánnak hívnak, aki megtéveszti az egész földkerekséget; levettetett a földre, és vele együtt angyalai is levettettek.

### Nyugalomnap
A zsidó vallásban a Sábát (שַׁבָּת) a szombati nyugalom betartásának isteni rendelete, a teremtésre emlékezve. Ez a Tízparancsolat legspirituálisabb pontja. Sábátra emlékezve péntek délutántól szombat napnyugtáig a hívők a figyelmüket Istenre irányítják.
A vallásos keresztények legnagyobb része a vasárnapot tartja nyugalomnapként, Jézus feltámadására emlékezve. Ez a szokás fokozatosan terjedt el a keresztények között a 2. századtól kezdve. A nyugalomnapot értelemszerűen töltik a keresztények, amire Jézus mondata utal, "a szombat van az emberért, nem az ember a szombatért".

### Istentisztelet
A zsidó istentisztelet a szétszóratás után (az 1. század után) gyökeresen megváltozott. (Az ókori zsidó istentisztelethez lásd: szent sátor és a jeruzsálemi templom cikkeket) 
A templommal együtt az istentisztelet régi, áldozatra alapuló formája is megszűnt. Helyettük maradtak a zsinagógák, a maguk egész más liturgiájával. Valami emlékeztető maradt azért a régire: a zsinagógában is van egy szentek szentje, a függönnyel ellátott Tóra-szentély, benne az egykor a szövetség ládájában található Törvény-táblákat helyettesítő Tóra-tekerccsel. Úgyszintén megtalálható benne a hétágú gyertyatartó. A zsinagóga előcsarnokában pedig lehetőség van rituális tisztálkodásra.
Az istentisztelet keretében a Tóra-tekercset a rabbi ünnepélyesen kiveszi a szentélyből és az olvasópulthoz viszi. Az év során Mózes öt könyvét teljesen végigolvassák és magyarázzák. A liturgia szerves része még a különböző szent szövegek és áldásformulák recitálása, valamint az imádság.
A keresztényeknél lásd: Istentisztelet

### Bűn
A katolikus tanítás a bűnöket több csoportra kategorizálja, így megjelenik az eredendő bűn fogalma is, amely szerint Ádám és Éva bűne miatt a bűnös állapot minden emberre átöröklődik, minden ember bűnben születik meg. 
A zsidó nézőpont ezt elveti, szerintük minden ember ártatlannak születik meg, bár a bűn iránti hajlam már kora gyermekkortól megvan.
Bővebben: A bűn a zsidó vallásban

### Emberkép
A zsidó nézet alapján az ember nem gonosz természettel születik, így nem is tartják szükségszerűnek a gonosz emberi természetből való megváltást. Nézőpontjukban az a gondolat rejlik, hogy ha az ember a jót cselekszi, akkor Isten kegyelmes hozzá. 
A zsidó felfogás szerint - mint kiválasztott nép - csak ők vannak arra kiválasztva, hogy az Istennel szembeni parancsolatokat megtartsák. Aki nem-zsidó, annak csak a más emberek felé irányuló parancsokat kell megtartani. Ezért a nem-zsidók nem is vétkezhetnek Isten ellen és ezért nincs is szükségük megbocsátására. Ezért érthetetlen egy zsidó számára a kereszténység.
A keresztényeknek az érthetetlen, hogy miért sajátítják ki Istent a zsidók a maguk számára.
A keresztény gondolkozásban minden vétek, bűn egyben Isten elleni bűnnek is számít, mivel Isten parancsolatait szegjük meg vele. Ebből az állapotból Jézus megváltása szerez menekvést a megtérő embereknek.

### Túlvilág

#### Zsidóság
A zsidó szent iratok nem különböztetik meg élesen a testet és a lelket. A rúah (רוּחַ) (=lehelet), a nefes (נֶפֶשׁ) (ami megkülönbözteti az élőt a halottól) és a nesama (נשמה) (=lélegzet) szavakkal jelölt fogalmaknak nincs önálló ontológiai státuszuk. 
A talmudi időszakban a rabbik már éltek bizonyos megkülönböztetéssel: úgy vélték, hogy a lélek a test vendége mindaddig, míg a test a földön él. A zsidó filozófusok, például Philón, Szaadja Gaon, Salamon ibn Gavirol platonista hatásra dolgozták a lélek halhatatlanságára valló tanaikat.  A kabbalisták felfogása szerint a lélek isteni entitás, amely belép a testbe; az isteni emanációból ered és végső célja, hogy visszatérjen a szefirák világába.

### Vallásgyakorlat

#### Zsidóság
A zsidó vallás középpontjában az Istenben való hit, a rendszeres imák, a jó cselekedetek és a mózesi hagyományok állnak. A kegyességi élet lényegében a Törvény előírásainak betartásaiból áll. Ezek a rituális tisztasággal, az étkezéssel állnak összefüggésben, továbbá szociális és erkölcsi vonatkozásúak. A hívőnek szent kötelessége a napi legalább háromszori ima: reggel, délben, este.
Erkölcstana szerint kötelesség az igazságosság gyakorlása és a felebaráti szeretet az elnyomottak, szegények, árvák, hajléktalanok, üldözöttek iránt. A Tóra óv a paráznaságtól, kötelezővé teszi a szív és a test tisztaságát. A kicsapongás minden fajtáját gazságnak nevezi. A gyalázatos beszédet is elítéli. A judaizmusnak köszönheti a világ a jótékonyság első szervezett formáit is, az erkölcsi alapon álló adakozás kötelezettségét. 
Az emberszeretet mellett Isten szeretete a judaizmus egyik alapja. A liturgia naponként kétszer, ünnepeken többször is tartalmazza a Semá-t, Izrael hitvallását. 
A zsidó hit és vallásgyakorlat alapján három fő ág alakult ki: az ortodox (ultraortodox, haredi, modern), a konzervatív és a reform-zsidó.
Az ortodoxok életüket egészen a Tóra és a Talmud előírásaihoz alakítják. Öltözékükben, hajviseletükben, életmódjukban is őrzik hagyományaikat. A konzervatív csoport az ortodox és a reform irányzatok között helyezkedik el. A hagyományokhoz való ragaszkodás fontosságát hangsúlyozza, ugyanakkor az új körülményekhez való alkalmazkodást is létjogosultnak tartja. A reform-zsidók vallási hagyományaikat a megváltozott időknek megfelelően módosították, a vallás szabályait liberálisan kezelik.

#### Kereszténység
A keresztény hit középpontjában az Újszövetség és Jézus áll. Jézus tanításának alapja így szól:
- Az egyikük, egy törvénytudó, megkérdezte tőle: »Mester, melyik a legnagyobb parancs a törvényben?« Ő azt felelte neki: »‘Szeresd Uradat, Istenedet teljes szívedből, teljes lelkedből és teljes elmédből’. Ez a legnagyobb, az első parancs. A második hasonló ehhez: ‘Szeresd felebarátodat, mint önmagadat’. Ezen a két parancson alapul az egész törvény és a próféták.[33]

A keresztények a Jézus Krisztusban való hit, a bűnbánat, keresztség és megtérés általi üdvösségben hisznek. A kereszténységben - a zsidó kiválasztottsággal szemben - minden embernek szól a megváltás és megtérés üzenete. Az Újszövetség tanítása alapján a hívőknek szellemileg kell újjászületniük - ha el akarják nyerni az üdvösséget - hogy Pállal együtt elmondhassák: „Élek pedig többé nem én, hanem Krisztus él énbennem”.
A zsidó és antik összetevők aránya a kereszténységen belül az idők során jelentősen megváltozott. A Krisztus utáni századokban a fiatal keresztény egyház olyan antik, pogány eszméket és rítusokat olvasztott be a saját vallásgyakorlatába, amelyek az őskeresztény gyülekezetben - az apostoli korban - még ismeretlenek voltak. Ez a folyamat azután a későbbi időszakban folytatódott, úgy hogy az egyházat tanaiban és rítusaiban erősebben határozták meg az antik, mint a zsidó eszmék. Ilyen a képek és szobrok használata, az aszkézis, a katolikus liturgia, a Madonna-kultusz, a szentek és ereklyéik kultusza, Isten ábrázolása stb. A szentségek (bérmálás, oltáriszentség, a betegek kenete stb.) az ősi mágia maradványai, amelyek a misztériumvallások közvetítésével kerültek be a kereszténységbe.
A középkor végi reformáció aztán sok ilyen pogány elemet elejtett, a bibliai alkotórészeket pedig ismét jobban kidomborította.

### Nézőpontok
Sok mai keresztény hite szerint a tízparancsolat érvényes és a Jézusi szeretetparancs, ugyanakkor Jézus váltságműve által a mózesi törvények érvényüket vesztették és a régi Izráelt - mint választott népet - pedig felváltotta a keresztény egyház. Ez abból az elgondolkodásból eredt - ahogy egyes egyházatyák értelmezték az Ószövetségi prófétákat és azok próféciáit -, mely szerint Isten elveszi ígéreteit a zsidóktól, a választott néptől, ha nem teljesítik Isten parancsait. Ennek meggyőző bizonyítékát látják, ismétlődő szétszóratásban és a templom és főpap hiányában.
A zsidó vallásúak nézete alapján a kereszténység a zsidóságnak egy eretnek, az eredeti hittételeit elferdítő és meghamisító szektája.
Az 1. században a zsidók üldözték az első keresztényeket. A kereszténység hatalomra jutása után a zsidók lettek a mártírok. Mivel elutasították Jézus evangéliumát és bűnössé váltak kivégzésében, a keresztények szerint Isten eltaszította őket magától. 
A zsidók közül ma sokan Jézus Krisztussal hozzák összefüggésbe azt a kegyetlen üldöztetést, amelyet a kereszténység évszázadokon át Jézus nevében folytatott a zsidók ellen.
A katolikus egyház a II. vatikáni zsinat idején hitet tett Istennek a zsidók iránti meg nem szűnő szeretete, a zsidók kiválasztottsága és elhivatottsága, az isteni kegyelemben való maradéktalan részesülése és saját, a választott néppel való maradandó eredetközössége mellett. A kat. egyház a pápa révén később azt is kinyilvánította, hogy Isten nem mondta fel a zsidókkal kötött szövetséget. A zsidók és a keresztények közötti ökumené a szó tulajdonképpeni értelmében mégsem lehetséges. Egyrészt az ökumené minimális feltétele a Jézus üdvözítő voltáról való megegyezés volna. Ámde Jézus a zsidók számára csak szerencsétlenséget jelentett. Másrészt zsidó oldalról gyakran beszélnek aszimmetriáról: hitünkhöz és zsidó létünkhöz nincs szükségünk rátok, nektek viszont szükségetek van ránk. Az Istenhez vezető utak tehát különböző nyomvonalat követnek. 

## Fő hittételek

### Zsidó vallás
A modern judaizmus alapját és tartalmát, a zsidó hit "tizenhárom elvét" a középkorban Maimonidész rabbi fogalmazta meg. A 13 elv hasonlít leginkább a zsidó vallásban egyfajta katekizmushoz. Bár sok mai zsidó csak fenntartásokkal fogadja el, mégis úgy kezelik, mint a zsidó hit alapvető téziseit. Ezek a következők:
1. Hit Istenben, mint minden dolog teremtőjében (lásd még: A teremtés (Genezis))
2. Hit Isten abszolút egyetlenségében
3. Hit Isten testetlenségében (szellemi lény)
4. Hit Isten örökkévalóságában
5. Istenen kívül senki sem méltó az imádásra
6. Hit a prófétákban és a prófétai kinyilatkoztatásokban
7. Hit Mózesben, mint a legnagyobb prófétában és abban, hogy a mózesi törvény az összes fölött áll
8. Hit abban, hogy a Tóra égi eredetű és ez az egyetlen isteni kinyilatkoztatás
9. Hit abban, hogy a Tóra megváltozhatatlan
10. Hit Isten mindentudásában és az isteni gondviselésben
11. Hit Istenben, aki megjutalmazza a jókat és megbünteti a gonoszokat, mindenkivel cselekedetei szerint bánik
12. Hit az eljövendő Messiásban
13. Hit a halottak feltámadásában.

### Kereszténység
Jézus alapvető tanítása volt a minden emberre, így az ellenségre is kiterjedő szeretet.
A kereszténység hittételének alapvető tanítása az, hogy az ember elbizakodottságában elfordult Istentől, és bűnbe esett. Ezzel együtt a teremtés is megsérült, és megjelent a világban a bűn következménye, a szenvedés és a halál. 
A kereszténység többsége szerint Krisztus képében Isten lett emberré, aki magára vette az emberiség összes bűnét, kereszthalált halt, hogy áldozatával megváltsa az őt elfogadókat. Jézus a kereszten, "áldozati bárányként" való megölettetésével menti meg bűneik következményeitől azokat, akik elfogadják tőle ezt az áldozati ajándékot. 
Jézus feltámadásának ezen nézete hitelméletileg azonos a zsidó jom kippurral (יום כפור ), azaz az „engesztelés napjával”, amely napon az izraeliták bűneiket jelképesen egy hibátlan bűnbakra helyezik, és azt a vadonban szabadon engedik, hogy a nép bűneit magával vigye.
Isten végül új teremtésben fogja megújítani a világot, ekkor a halottak életük tettei alapján örök életre vagy "örök kárhozatra" támadnak fel. 

## Külső hivatkozások
- Zsidó és keresztény gondolkozás
- Judaizmus kontra Kereszténység
- Milyen lesz a zsidó Messiás?